# 魔界医师梅菲斯特
《魔界医师梅菲斯特》（日語：魔界医師メフィスト）系列小说是日本著名奇幻文学作家菊地秀行的作品，1988年11月首册出版发行，至今已发行15册，插画者为未弥纯。2011年8月起在《月刊コミックジーン》中由霜月かいり漫画化，隔月连载中，目前单行本第一本在日本已出版。故事的舞台发生在“魔震”之后的东京市新宿区，通称为“魔界都市新宿 ”。
本作与《魔界都市新宿》、《魔界都市ブルース》等系列一同，作为包含了多部作品的《魔界都市》系列中的一作，从不同的角度架构起“魔界都市”独特的世界观。

## 主要登场人物

### Dr.梅菲斯特（ドクター・メフィスト）
拥有绝世美貌的白医师，常年穿着白色的斗篷，领子的位置有金色首饰。在新宿区役所旧址上开设“梅菲斯特医院”，向求医者提供远超“区外”科技水准的医疗。本人医术非凡，是传说中“连死人都能复活”的名医。然而实际上因为未能习得“黄泉返魂术”，因而并不具备复活死者的能力。尽管如此，新宿每年的死亡人数也已得到了有效的控制。根据需要，他有时会使用一些恐怖的另类方式对患者进行治疗，也会暗地里进行一些不能公开的禁忌研究。医术之外，其對於自然科学、机械工学、历史、宗教、咒术、魔法等方面也都相当博学，但对他而言那些不过是治疗方法的一种。其对自己的患者无限慈爱，然而除此之外的人就算死在他面前他也不会多看一眼，因此被外界评论为“作为医生来讲的话性格上多少有些问题”。
战斗力超群，是魔界都市“新宿”之中的最强者之一，他常用的武器为普通钢丝，其技能被称为“Dr.梅菲斯特的钢丝艺术（ドクター・メフィストの针金细工）”，但必要时也会制作药品或物品来消灭敌人。拥有绝高攻击力、防御力、精神力、记忆力和回复力的同时，亦有相当的智慧和手腕，对付强敌时可以设下精妙绝伦的布局，是真正的全才。不但在新宿区内拥有极高的影响力，在日本政府的最高层中也备受礼遇。但是其作为医者，对患者和医学以外的东西都毫无兴趣，极少主动出手干涉区内发生的事件。遇到亟需解决的事件而自身又不方便出手时，就会使用替身。替身与本体外表上毫无二致，亦具备相当程度的战斗能力，能使敌人分不清哪个才是本体。
因为引发过无数的奇迹，再加上身为全体新宿居民的救星，梅菲斯特在做为該区最大VIP的同时，也成为魔界都市的代表性风物之一，被魔界都市居民爱或恐惧。“决不能妨碍Dr.梅菲斯特的治疗、决不能对Dr.梅菲斯特的患者出手、决不能在没有得到他的许可的情况下进入梅菲斯特医院的院长室”是面对梅菲斯特时的三条铁则，违反者将被视为“与Dr.梅菲斯特为敌”，落得悲惨的下场。
他几乎于《魔界都市》全系列每部作品中都有登场。
老师：浮士德博士
大学：步行者之语
意中人：秋せつら（单恋）
喜欢的食物：汤面
喜欢的饮料：酒
兴趣：患者和疾病，尤其是疑难病症。
头痛的地方：每日来医院的人中，据说有三分之一只是为了一瞻院长美貌。
讨厌的事物：女性（患者和护士除外）

### 尸刑四郎
新宿署警官之一，称号“颤栗者（冻らせ屋）”，梳着打缕卷发，带着刀把制的眼罩、穿着大花外套，使用武器为巨大化手枪，体术为古武术。在新宿之中其实力仅次于梅菲斯特和秋せつら的第三魔人。对犯罪行为不能饶恕，对犯罪者并非“逮捕”而是“退治”，射杀之犯人数位居新宿第一，连与犯罪者勾结的不良上司也一并射杀，被新宿的犯罪者们所恐惧。
其為《颤栗者》系列的主人公。

### 朽叶刑事
新宿署警官之一，外号“幸运刑事”，是个无论受什么伤都不会死，想抓的目标一定逃不掉的超级幸运的男人。除患者以外拜访魔界医师最多的人物，拜此所赐两人私交不错，不过在内心似乎持有对梅菲斯特的怀疑心理。
在《魔界都市ブルース》系列中也有登场。

### 人形娘
由魔力行动的少女人偶，外表看上去跟普通人类一样，然而身体全部是由人工的精细部件构造而成。原主人为居住在高田马场魔法街的捷克第一魔道士卡莲·奴连布尔克。卡莲死后，转而侍奉原主人之妹，捷克第二魔道士的桐布·奴连布尔克。看似柔弱然而实力很强，曾用短枪刺穿过魔界医师的胸口。
喜欢せつら。
菊地秀行著有以她为主角的作品《ラビリンス・ドール》。

### 桐布·奴连布尔克
捷克第二的魔道士。与其姐完全相反的超级肥胖且极度爱财，因此臭名远扬。麾下有人形娘和大乌鸦供差遣，但她其实对敬爱的姐姐遗留下来的人形娘抱持着相当程度的尊重。

### 夜香
魔界都市户山住宅的吸血鬼长老之孙。长老身亡后，成为户山吸血鬼的年轻首领。虽然是中国的吸血鬼，但年轻时曾在伦敦留学，并在那里做过私人侦探。能在背上长出蝙蝠翅膀在空中飞翔。战斗用必杀技为“魔气功”。
与尸刑四郎搭档之时，被新宿署署长称为“新宿第二的最凶组合”。
以他为主角的作品为《夜香抄》。

### 秋冬春（秋ふゆはる）
魔界都市歌舞伎町花店“AWS Flower”的店主。身高接近190公分，无论何时都带着面具，客人只能看到他从花木之间伸出的白皙而美丽的手，几乎无人见过面具之下的真颜。就算在冬天也衣着单薄，体内隐藏着产生出“魔震”的能量。
身负秋之一族的悲哀宿命，并非仅仅因为名字的关系而被称为“不知夏的男人”。
《魔界都市ノワール》系列的主人公。
父亲：秋莲道
堂兄弟：秋せつら
协力者：调剂师伊利亚
店员：柊子、美也

### 秋せつら
拥有绝世美貌的西新宿老煎饼店第三代店主，双重人格。副业是新宿第一的寻人专家，使用武器为肉眼不可见的千分之一微米直径钛合金丝“妖丝”，与梅菲斯特并称“新宿中决不能与之为敌的人物”。
《魔界都市ブルース》系列的主人公。本作中虽然偶有客串，但并未提及名字。于该系列《暗之恋歌》中觉醒出超强的第三人格。
父亲：秋莲城
堂兄弟：秋冬春
宿敌：浪兰幻十

## 相关作品

### 小说
『魔界医师メフィスト』1988年11月初版。
『魔界医师メフィスト―兄妹鬼』1989年7月初版。
『魔界医师メフィスト―月光鬼谭』1989年12月初版。
『魔界医师メフィスト―暗夜蝶』1990年7月初版。
『魔界医师メフィスト―闇男爵』上巻 1991年1月初版。 / 下巻 1991年8月初版。副题：DARK BARON
『魔界医师メフィスト―黒天女』1992年4月初版。
『魔界医师メフィスト―魔女医シビウ』1992年12月初版。
『魔界医师メフィスト―黄泉姫』1994年3月初版。
『魔界医师メフィスト―影斩士』1995年9月初版。
『魔界医师メフィスト―海妖美姫』1997年4月初版。
『魔界医师メフィスト―梦盗人』1998年6月初版。
『魔界医师メフィスト―怪屋敷』2000年8月初版。副题：HAUNTED HOUSE IN〈SHINJUKU〉
『夜怪公子―ドクター・メフィスト』2005年5月初版。
『若き魔道士―ドクター・メフィスト』2009年8月初版。
『ドクター・メフィスト　瑠璃魔殿』2011年5月初版。

### 漫画
魔界医師メフィスト 1. 霜月かいり／原作：菊地秀行. 定价560日元(含税) ISBN978 -4-8401-4475-9 2012年5月26日发售

## 相关链接
菊地秀行先生官方爱好者俱乐部（日文） Archive.today的存檔，存档日期2012-12-16